# Laphystia aegyptiaca
Laphystia aegyptiaca är en tvåvingeart som beskrevs av Efflatoun 1937. Laphystia aegyptiaca ingår i släktet Laphystia och familjen rovflugor. Inga underarter finns listade i Catalogue of Life.